# Longqiao (socken i Kina, Sichuan, lat 31,40, long 106,79)
Longqiao (kinesiska: 龙桥乡, 龙桥) är en socken i Kina. Den ligger i provinsen Sichuan, i den sydvästra delen av landet, omkring 270 kilometer öster om provinshuvudstaden Chengdu.
Genomsnittlig årsnederbörd är 1 545 millimeter. Den regnigaste månaden är september, med i genomsnitt 280 mm nederbörd, och den torraste är december, med 8 mm nederbörd.